# Wej-čou (ostrov)
Ostrov Wej-čou (zjednodušená čínština: 涠洲岛; tradiční čínština: 潿洲島; pinyin: Wéizhōu Dǎo) ) je čínský ostrov v Tonkinském zálivu v Beibu. Jedná se o největší ostrov v autonomní oblasti Guangxi Zhuang který se nachází západně od poloostrova Lej-čou, jižně od města Pej-chaj a východně od Vietnamu. Administrativně je součástí města Wej-čou, okres Haicheng města Pej-chaj. Jméno ostrova vychází z čínkého 潿 wéi ("stojatá voda") a 洲 zhōu ("říční ostrůvek").

## Geografie
Délka ostrova od severu k jihu je 6,5 km, od východu k západu 6 km. Pobřeží je dlouhé 15,6 km, z toho 6 - 10 km pokrývají písečné pláže. Wej-čou se zvedá na jihu, kde se nachází přístav Nanwan (南灣港; pinyin: nánwān gǎng). Kolem ostrova se rozprostírají korálové útesy.

## Geologie
Ostrov Wej-čou je nejmladší čínský vulkanický ostrov, který vznikl pravděpodobně z plášťového chocholu před 50-32 miliony lety jako důsledek kolize indické a eurasijské desky. Když chochol dosáhl astenosféry, boční tok pláště pomohl vytvořit Jihočínské moře. Důkazem toho, že tento chochol stále existuje, je velké množství čediče, které od pliocénu vyvěrá v Jihočínském moři a jeho okolí. Příkladem toho jsou sopky Yandunling (烟墩岭) a Yantouling (烟头岭), vulkanická skupina Leiqiong (雷琼), ostrov Wej-čou a ostrov Xieyang.
Plášť pod ostrovem Wej-čou má průměrnou teplotu 1 661 °C, což odpovídá hodnotám Havajské a Islandské horké skvrny (anglicky též hotspot).
Na ostrově proběhly čtyři období vulkanické činnosti. První nastalo v raném pleistocénu, kdy začal z mořského dna vyvěrat převážně sopečný popel. Druhé období, před 9-225 miliony lety, započalo erupcemi čediče a skončilo erupcemi pyroklastickými. Toto byl čas nejsilnějších erupcí na ostrovech Wej-čou a Xieyang. Třetí období začalo velkým množstvím sopečných pum a skočilo čedičovým magmatem. To se odehrálo před 200 000 až 15 000 lety. Ve čtvrtém období, před 10 000 až 7 100 lety, proběhlo pár přerušovaných erupcí, první hlavně se sopečnými pumami, později se sopečným popelem.

## Historie
V letech 1869 - 1879 postavili Francouzi ve vesnici Shengtang (盛塘村; pinyin: shèngtáng cūn) 15 metrů vysoký katolický kostel v gotickém stylu (涠洲天主教堂).
Kostel Chengzai (城仔教堂) byl vybudován v roce 1880, taktéž francouzskými katolíky.

## Divoká příroda
Společně s menším ostrovem Xieyang tvoří ostrov Wej-čou přírodní rezervaci Národní geopark sopek Beihai Weizhoudao. Jejím úkolem je zachování vulkanických vlastností ostrovů a ochrana místního rozmanitého ekosystému, který obsahuje 147 druhů migrujících i nemigrujících ptáků, včetně ohrožených druhů (např. kolpík malý). V roce 1982 byla založena regionální autonomní ptačí rezervace a v roce 1985 stanice pro kroužkování migrujícího ptactva. Chráněná oblast se nachází mezi 20°54′ - 21°05′ s. š. a 109°05′ - 109°13′ v. d. a zahrnuje ostrovy Wej-čou a Xieyang s celkovou rozlohou 26,3 km2. Oba ostrovy byly organizací BirdLife International prohlášeny za významnou ptačí oblast, protože podporují významné populace volavek žlutozobých a pit hnědokorunkatých.
Klidné a mělké vody kolem těchto dvou ostrovů se v posledních letech zotavily, což přispělo k zachování rozmanitosti mořského života - od korálových útesů po megafaunu, která se v této oblasti vyskytuje stále častěji. Patří sem například mořské želvy, žraloci obrovští a několik druhů kytovců, včetně ohrožených sviňuch hladkohřbetých a celostátně chráněných delfínů indočínských. V roce 2017 se ve zdejších vodách objevil dokonce i plejtvák obrovský. Národní přírodní rezervace Hepu Dugong, založená v roce 1992, zahrnuje přilehlé oblasti a je jedinou rezervací pro plejtváky v Číně.
Od roku 2015 byly v okolí ostrovů Wej-čou a Xieyang zaznamenány sezónní výskyty plejtváků Brydeových, což představuje první potvrzené případy pravidelného výskytu velkých kytovců u pobřeží Číny. Za účelem ochrany plejtváků vydala místní vláda nové předpisy zakazující rybolov do 6 km od ostrova. Rybářská správa také zahájila hlídky, které monitorují veřejnost, aby se neúčastnila pozorování plejtváků, dokud nebudou podmínky pro plejtváky důkladně a vědecky posouzeny.